# Marina Confalone
Marina Confalone (* 2. Juni 1951 in Neapel) ist eine italienische Schauspielerin.

## Leben
Confalone ist stark vom neapolitanischen Theater in der Tradition Eduardo De Filippos geprägt, dessen Ensemble sie anfangs auch zugehörte. Sie feierte erste Erfolge in Stücken wie Il compleanno (1980), L'isola di Sancho (1984) von Manlio Santanelli. Von Giuseppe Bertolucci wurde für sie das monologische Stück Raccionepecca geschrieben. Im Kino hatte sie, aktiv seit 1975, nach kleineren Auftritten ebenfalls ab 1984 große Erfolge: Ihre Camilla, die mit der Waschmaschine diskutierende Angestellte in Also sprach Bellavista, hinterließ nachhaltigen Eindruck. Confalone, großgewachsen, mit hohen Wangenknochen, zeigte dabei ein vorzügliches Timing für Komödie mit blendendem Humor und melancholischen Untertönen, die sie auch in anschließenden Projekten einsetzte: die frustrierte, in einen Drogenhändler verliebte Schreibkraft in So gut wie tot (1987), die hysterische, ihren Mann und die Kinder malträtierende Livia in Stille Nacht, tödliche Nacht (1992), die intrigante Schwester in Arriva la bufera (1993), die desillusionierte Angestellte in La seconda volta (1995). Für die letzten beiden Rollen erhielt sie je den David di Donatello, den sie bereits 1985 erstmals gewann, für die beste Nebendarstellerin. Auch die in einer psychiatrischen Klinik untergebrachten jüdischen Geliebten des Protagonisten in Ist Liebe nur ein Wort? (1998) beeindruckte Kritiker und Zuschauer. 2002 folgte dann der David für die beste weibliche Hauptrolle in Incantesimo napoletano. Neben gelegentlichen Fernsehengagements  seit 1978 war sie im neuen Jahrtausend nur noch selten im Kino zu sehen.

## Filmografie (Auswahl)
- 1975: Operation mißlungen – Patient lebt (L'infermiera)
- 1980: Fontamara
- 1984: Also sprach Bellavista (Così parlo Bellavista)
- 1987: So gut wie tot (Sembra morto… ma è solo svenuto)
- 1992: Stille Nacht, tödliche Nacht (Parenti serpenti)
- 1993: Arriva la bufera
- 1995: Das zweite Mal (La seconda volta)
- 1998: Ist Liebe nur ein Wort? (La parola amore esiste)
- 1999: Beresina oder Die letzten Tage der Schweiz
- 2002: Incantesimo napoletano
- 2013: Amiche da morire